# Mimoza Hafizi
Mimoza Hafizi es una física y ha sido miembro del Parlamento de Albania por el partido «LIBRA». Hafiziha estado representando al Partido Socialista desde 2013 hasta 2016. En octubre de 2016, junto con Ben Blushi, creó «LIBRA». No pudo ganar su segundo mandato en el Parlamento con las elecciones de 2017. 
Nació el 20 de febrero de 1962 en Shkodër. Se graduó de la Universidad de Tirana en física y es una astro-física muy conocida en el país. Más tarde continuó sus estudios de doctorado en Francia, en la Escuela Normal Superior de París. Es una figura prominente, una académica bien conocida y una MP desde 2013 para el Condado de Shkodër.